# Lobsann
Lobsann (en alsacià Lüsann) és un municipi francès, situat a la regió del Gran Est, al departament del Baix Rin. L'any 1999 tenia 496 habitants.
Forma part del cantó de Reichshoffen, del districte de Haguenau-Wissembourg i de la Comunitat de comunes Sauer-Pechelbronn.

## Demografia
| 1962 | 1968 | 1975 | 1982 | 1990 | 1999 |
| ---- | ---- | ---- | ---- | ---- | ---- |
| 505  | 538  | 510  | 491  | 579  | 496  |

## Administració
| Període | Identitat     | Partit |
| ------- | ------------- | ------ |
| 2001-   | Alfred Kreiss |        |